# Гегьэ
Гегьэ или Гэцзи (тиб. དགེ་རྒྱས་རྫོང་, Вайли: dge rgyas rdzong, кит. упр. 革吉县, пиньинь Géjí xiàn) — уезд в округе Нгари, Тибетский автономный район, КНР.

## География
Высота над уровнем моря — 4500 метров.

## История
Уезд был создан в 1960 году.

## Административное деление
Уезд делится на 1 посёлок и 4 волости:
- Посёлок Гегьэ (革吉镇)
- Волость Сюнба (雄巴乡)
- Волость Яре (亚热乡)
- Волость Яньху (盐湖乡)
- Волость Вэньбудансан (文布当桑乡)

## Экономика
Развито пастбищное животноводство. 